# Burinhalvön
Burinhalvön (engelska: Burin Peninsula) är en halvö belägen på sydkusten av ön Newfoundland i provinsen Newfoundland och Labrador i Kanada. Burinhalvön sträcker sig till sydväst från huvudön Newfoundland, delar sig i Fortune Bay till väst från Placentia Bay i öster. Den är cirka 130 km lång och mellan 15 och 30 kilometer bred. Den är förbunden med Terrenceville och Monkstown via ett 30 km brett näs.